# Лейк-Бакгорн (Огайо)
Лейк-Бакгорн (англ. Lake Buckhorn) — переписна місцевість (CDP) в США, в окрузі Голмс штату Огайо. Населення — 720 осіб (2020).

## Географія
Лейк-Бакгорн розташований за координатами 40°28′21″ пн. ш. 81°54′36″ зх. д. / 40.47250° пн. ш. 81.91000° зх. д. (40.472405, -81.910040).  За даними Бюро перепису населення США в 2010 році переписна місцевість мала площу 5,21 км², з яких 4,55 км² — суходіл та 0,66 км² — водойми.

## Демографія
Згідно з переписом 2010 року, у переписній місцевості мешкала 601 особа в 233 домогосподарствах у складі 184 родин. Густота населення становила 115 осіб/км².  Було 366 помешкань (70/км²).
Расовий склад населення:
| - 99,2 % — білих - 0,2 % — корінних американців - 0,2 % — чорних або афроамериканців |

До двох чи більше рас належало 0,3 %. Частка іспаномовних становила 0,0 % від усіх жителів.
За віковим діапазоном населення розподілялося таким чином: 24,5 % — особи молодші 18 років, 57,4 % — особи у віці 18—64 років, 18,1 % — особи у віці 65 років та старші. Медіана віку мешканця становила 45,1 року. На 100 осіб жіночої статі у переписній місцевості припадало 97,7 чоловіків;  на 100 жінок у віці від 18 років та старших — 101,8 чоловіків також старших 18 років.
Середній дохід на одне домашнє господарство  становив 58 099 доларів США (медіана — 48 844), а середній дохід на одну сім'ю — 62 800 доларів (медіана — 48 986). За межею бідності перебувало 6,2 % осіб, у тому числі 0,0 % дітей у віці до 18 років та 0,0 % осіб у віці 65 років та старших.
Цивільне працевлаштоване населення становило 322 особи. Основні галузі зайнятості: інформація — 20,8 %, освіта, охорона здоров'я та соціальна допомога — 17,7 %, транспорт — 13,4 %, мистецтво, розваги та відпочинок — 13,0 %.